# 屠击 (晋国)
屠击（？—？），屠氏，名击。前632年城濮之战后，晋文公建立了三个步兵师来抵御狄人，荀林父为中行将，屠击为右行将，先蔑为左行将。